# Зарцбюттель
Зарцбюттель (нім. Sarzbüttel) — громада в Німеччині, розташована в землі Шлезвіг-Гольштейн. Входить до складу району Дітмаршен. Складова частина об'єднання громад Міттельдітмаршен.
Площа — 13,39 км2. Населення становить 695 ос. (станом на 31 грудня 2020).